# Atletica leggera ai Giochi della XXXI Olimpiade - Staffetta 4×400 metri femminile

Sintesi della Finale

La staffetta 4×400 metri ha fatto parte del programma femminile di atletica leggera ai Giochi della XXXI Olimpiade. La competizione si è svolta nei giorni 19 e 20 agosto allo Stadio Nilton Santos di Rio de Janeiro.

## Presenze ed assenze delle campionesse in carica
Per i campionati europei si considera l'edizione del 2014.
| Competizione            | Atleta      | Prestazione | Rio 2016  |
| ----------------------- | ----------- | ----------- | --------- |
| Olimpiadi 2012          | Stati Uniti | 3'16”87     | Presenti  |
| Commonwealth 2014       | Giamaica    | 3'23”82     | Presente  |
| Europei 2014            | Francia     | 3'24”27     | Presente  |
| Asiatici 2014           | India       | 3'28”68     | Presente  |
| Panamericani 2015       | Stati Uniti | 3'25”68     | Presenti  |
| Africani 2015           | Nigeria     | 3'27”12     | Non qual. |
| Mondiali staffette 2015 | Stati Uniti | 3'19”39     | Presenti  |
| Mondiali 2015           | Giamaica    | 3'19”13     | Presente  |

1. ↑  Può essere considerato il vero record dei Giochi poiché il 3'27"08 della stessa Nigeria nel 1987 fu ottenuto in altura (Nairobi).

## La gara
Il miglior tempo delle semifinali appartiene agli Stati Uniti: 3'21”42, con 49”68 di Francena McCorory, la frazionista più veloce.

In finale le americane si pongono in testa fin dal primo giro e mantengono la posizione fino alla fine. A parte la Okolo prima frazionista, le altre tre corrono tutte sotto i 50” (Hastings 49”2, Francis 49”82 e Felix 49”66). Vincono con un distacco di 10 metri sulle seconde classificate, le giamaicane (terze a Londra dietro la Russia).
Allyson Felix, che ha vinto anche la staffetta veloce, porta il suo bottino di medaglie d'oro olimpiche a sei (nove aggiungendo gli argenti e i bronzi): nessuna donna ha vinto quanto lei alle Olimpiadi nelle gare di atletica leggera.

## Risultati

### Batterie
Qualificazione: i primi 3 di ogni batteria (Q) e i 2 successivi migliori tempi (q).

#### Batteria 1
| Posizione | Corsia | Paese       | Atleti                                                                 | Tempo   | Note                                     |
| --------- | ------ | ----------- | ---------------------------------------------------------------------- | ------- | ---------------------------------------- |
| 1         | 4      | Stati Uniti | Courtney Okolo Taylor Ellis-Watson Francena McCorory Phyllis Francis   | 3'21"42 | Q                                        |
| 2         | 8      | Ucraina     | Alina Logvynenko Olha Bibik Tetiana Melnyk Olha Zemlyak                | 3'24"54 | Q                                        |
| 3         | 2      | Polonia     | Małgorzata Hołub Patrycja Wyciszkiewicz Iga Baumgart Justyna Święty    | 3'25"34 | Q                                        |
| 4         | 1      | Australia   | Jessica Thornton Anneliese Rubie Caitlin Sargent-Jones Morgan Mitchell | 3'25"71 | q                                        |
| 5         | 3      | Francia     | Phara Anacharsis Brigitte Ntiamoah Marie Gayot Floria Gueï             | 3'26"18 |                                          |
| 6         | 6      | Paesi Bassi | Madiea Ghafoor Lisanne de Witte Nicky van Leuveren Laura de Witte      | 3'26"98 | Record nazionale                         |
| 7         | 5      | Romania     | Adelina Pastor Anamaria Ioniță Andrea Miklós Bianca Răzor              | 3'29"87 |                                          |
| 8         | 7      | Brasile     | Joelma Sousa Geisa Coutinho Leticia de Souza Jailma de Lima            | 3'30"27 | Miglior prestazione personale stagionale |

#### Batteria 2
| Posizione | Corsia | Paese         | Atleti                                                                          | Tempo   | Note                                     |
| --------- | ------ | ------------- | ------------------------------------------------------------------------------- | ------- | ---------------------------------------- |
| 1         | 4      | Giamaica      | Christine Day Anneisha McLaughlin-Whilby Chrisann Gordon Novlene Williams-Mills | 3'22"38 | Q                                        |
| 2         | 2      | Gran Bretagna | Emily Diamond Anyika Onuora Kelly Massey Christine Ohuruogu                     | 3'24"81 | Q                                        |
| 3         | 8      | Canada        | Carline Muir Alicia Brown Noelle Montcalm Sage Watson                           | 3'24"94 | Q                                        |
| 4         | 3      | Italia        | Maria Benedicta Chigbolu Maria Enrica Spacca Ayomide Folorunso Libania Grenot   | 3'25"16 | q                                        |
| 5         | 5      | Germania      | Laura Müller Friederike Möhlenkamp Lara Hoffmann Ruth Spelmeyer                 | 3'26"02 | Miglior prestazione personale stagionale |
| 6         | 6      | Bahamas       | Lanece Clarke Anthonique Strachan Carmiesha Cox Christine Amertil               | 3'26"36 | Record nazionale                         |
| 7         | 1      | India         | Nirmala Sheoran Tintu Lukka Machettira Raju Poovamma Anilda Thomas              | 3'29"53 |                                          |
| 8         | 7      | Cuba          | Lisneidy Veitia Gilda Casanova Roxana Gomez Daisurami Bonne                     | 3'30"11 | Miglior prestazione personale stagionale |

### Finale
| Record mondiale e olimpico | Tatyana Ledovskaya, Olga Nazarova, Mariya Pinigina, Olga Bryzgina | 3'15”17 | Seul | 1º ottobre 1988 |

Sabato 20 agosto, ore 22:00.
| Posizione | Corsia | Paese         | Atlete                                                                                     | Tempo   | Note                                     |
| --------- | ------ | ------------- | ------------------------------------------------------------------------------------------ | ------- | ---------------------------------------- |
| Oro       | 6      | Stati Uniti   | Courtney Okolo Natasha Hastings Phyllis Francis Allyson Felix                              | 3'19"06 | Miglior prestazione personale stagionale |
| Argento   | 5      | Giamaica      | Stephenie Ann McPherson Anneisha McLaughlin-Whilby Shericka Jackson Novlene Williams-Mills | 3'20"34 | Miglior prestazione personale stagionale |
| Bronzo    | 3      | Gran Bretagna | Eilidh Doyle Anyika Onuora Emily Diamond Christine Ohuruogu                                | 3'25"88 |                                          |
| 4         | 7      | Canada        | Carline Muir Alicia Brown Noelle Montcalm Sage Watson                                      | 3'26"43 |                                          |
| 5         | 4      | Ucraina       | Alina Lohvynenko Olha Bibik Tetjana Melnyk Olha Zemljak                                    | 3'26"64 |                                          |
| 6         | 1      | Italia        | Maria Benedicta Chigbolu Maria Enrica Spacca Ayomide Folorunso Libania Grenot              | 3'27"05 |                                          |
| 7         | 8      | Polonia       | Malgorzata Holub Patrycja Wyciszkiewicz Iga Baumgart Justyna Swiety                        | 3'27"28 |                                          |
| 8         | 2      | Australia     | Jessica Thornton Anneliese Rubie Caitlin Sargent-Jones Morgan Mitchell                     | 3'27"45 |                                          |